# Henriette Bosché
Henriette Bosché, née à Bruxelles le 12 septembre 1872 et morte à Ixelles le 19 juin 1949, est une artiste peintre, décoratrice, graveuse, enseignante et directrice de l'École d'Arts décoratifs H. Bosché. Elle enseigne également dans plusieurs écoles de Bruxelles où elle forme plusieurs artistes réputés.

## Biographie

### Famille
Henriette Jacqueline Bosché est née à Bruxelles le 12 septembre 1872, à 4 heures du matin, au domicile de ses parents du no 169 de la rue des Tanneurs. Elle était la fille d’Auguste Frédéric Bosché, et de Thérèse Caroline Weyers, qui s’étaient mariés à Bruxelles en 1855. Le père d'Henriette, mélomane, mais qui de profession sera employé et plus précisément caissier de banque, était né à Bruxelles en 1828 et y est mort en 1892. Celui-ci était né d’un père néerlandais, Frederic Bosché, sergent caserné alors à Bruxelles, et qui mourra à Doesborgh en Gueldre en 1844, et de Catharina Joanna Vendelmans, femme de chambre, née à Gierle et morte à Bruxelles en 1851, qui ne s’étaient jamais mariés. La mère d’Henriette était modiste à Bruxelles où elle était née en 1830, comme fille de Jean François Weyers, charron, né à Anvers en 1785 et mort à Bruxelles en 1843, et de Marie Elisabeth Smets, née à Bruxelles en 1790 et morte à Bruxelles en 1845. Thérèse Weyers était la belle-sœur du sculpteur et statuaire Jean Frederic Auguste Franck mais Henriette ne connut pas cet oncle artiste puisque celui-ci mourut à Bruxelles en 1873.

### Parcours
Henriette-Jacqueline Bosché est active dans diverses branches de l'art comme le graphisme, la conception de meubles, la broderie et la dentelle,. Elle peint également des natures mortes et des paysages caractérisés par un style figuratif et intimiste. En 1905, elle fonde la première association de femmes décoratrices. Elle est également membre de l'association artistique bruxelloise « Les Arts de la Femme » (1908-1918) et enseigne, entre autres, à l'école de dentellerie fondée par cette association en 1909. 

### Enseignement
Avec Adolphe Crespin, elle joue un rôle important dans la réforme de l'enseignement artistique de l'époque. Elle est la fondatrice du département des arts décoratifs modernes de l'école Fernand Cocq à Ixelles. Elisabeth Prins et Maud Gerard figurent parmi ses élèves,. Le succès de son approche pédagogique lui ouvre des postes d'enseignement dans différentes écoles et l'amène à former aussi de futurs enseignants. Elle enseigne entre autres l'esthétique à l' École Centrale de Service Social et dirige à partir de 1936 les Ateliers d'Art de Bruxelles,. Elle ouvre son propre atelier d'arts décoratifs vers 1910 dans sa maison d'Ixelles, au 44 de l'avenue Maurice, conçue par l'architecte Paul Hamesse. Durant la Première Guerre mondiale, elle met son atelier à disposition de ses élèves et y donne des cours gratuits.

## Expositions
Henriette Bosché participe à de nombreuses expositions. En 1924 et 1931, elle participe aux expositions du Cercle Artistique et Littéraire de Bruxelles (nl). Elle participe également à des expositions internationales et universelles telles que Turin (1902), Liège (1905), Milan (1906), Bruxelles (1910), Haarlem (1914) et Paris (1925).
Henriette Bosché fait partie des artistes sélectionnées par Les Arts de la femme pour participer à l'Exposition Internationale d'Architecture et des Arts Décoratifs de Liège en 1911. Elle y présente un abat-jour « exécuté d'après les dessins de l'artiste ».  
À l'Exposition internationale des Arts décoratifs et industriels modernes de Paris de 1925, elle signe l'ensemble « Bureau d'Information » dans le Pavillon belge conçu par Victor Horta. Cet ensemble se compose d'un bureau et d'une bibliothèque avec un panneau brodé,. Henriette Bosché autorise la coopérative d'édition à orientation moderniste L'Equerre à exposer dans l'intérieur qu'elle a conçu.

## Collections
Le Musée de Molenbeek (MoMuse) possède une lithographie d'Henriette Bosché, le Musée du design de Barcelone et certaines de ses œuvres sont encore sur le marché de l'art,.

## Distinctions
- Chevalier de l'ordre de la Couronne (Belgique).
- Officier de l'Instruction publique (France).